# Hans-Peter Pohl
Hans-Peter Pohl (Triberg im Schwarzwald, 30 gennaio 1965) è un ex combinatista nordico tedesco.
Fino alla riunificazione della Germania (1990) gareggiò per la nazionale tedesca occidentale.

## Biografia

### Carriera sciistica
In Coppa del Mondo esordì il 16 marzo 1985 a Oslo (6°) e ottenne l'unico podio il 5 gennaio 1991 a Schonach im Schwarzwald (3°).
In carriera prese parte a due edizioni dei Giochi olimpici invernali, Calgary 1988 (28° nell'individuale, 1° nella gara a squadre) e Albertville 1992 (16° nell'individuale, 5° nella gara a squadre), e a quattro dei Campionati mondiali, vincendo due medaglie.

### Altre attività
Dopo il ritiro divenne commentatore sportivo per le reti televisive Eurosport e ARD.

## Palmarès

### Olimpiadi
- 1 medaglia:
  - 1 oro (gara a squadre a Calgary 1988)

### Mondiali
- 2 medaglie:
  - 1 oro (gara a squadre a Oberstdorf 1987)
  - 1 bronzo (gara a squadre a Falun 1993)

### Mondiali juniores
- 1 medaglia:
  - 1 argento (individuale a Randa/Täsch/Zermatt 1985)

### Coppa del Mondo
- Miglior piazzamento in classifica generale: 10º nel 1991
- 1 podio (individuale):
  - 1 terzo posto